# Luka Begic
Pour les articles homonymes, voir Begić.
Pas d'image ? Cliquez ici

a Compétitions nationales et continentales officielles uniquement.

b Matchs officiels uniquement.
Dernière mise à jour le 19 novembre 2024.
Luka Begic, né le 19 janvier 2001, est un joueur international portugais d'origine française de rugby à XV évoluant au poste de talonneur au Stade montois.

## Biographie

### Jeunesse et formation
Luka Begic naît le 19 janvier 2001 et grandit à Chagny en Saône-et-Loire. Il commence la pratique du rugby à XV dès l'âge de cinq ans au RC Chagny. En 2015, il rejoint le CS Beaune, où il évolue dans les catégories jeunes, avant de poursuivre son développement au Racing 92 à partir de 2019, avec lequel il joue en espoirs.

### Carrière professionnelle
En 2022, il intègre le SO Chambéry en Nationale. Lors de sa première saison, il dispute treize rencontres, puis prend part à autant de rencontres en 2023-2024.
En février 2024, étant d'origine portugaise par l'intermédiaire de sa mère, il est sélectionné en équipe du Portugal par Daniel Hourcade pour disputer le Championnat d'Europe. Il y réalise une performance remarquée, étant le meilleur plaqueur du tournoi avec 63 plaquages.
Après ses succès avec le Portugal et sa régularité en club, il rejoint le Stade montois durant l'été 2024 pour évoluer en Pro D2. Lors de la tournée d'automne, il est de nouveau sélectionné avec le Portugal, il marque un essai contre l'Écosse à Murrayfield.

## Palmarès

### En équipe nationale
- Finaliste du Championnat d'Europe en 2024 avec l'équipe du Portugal.

### Distinctions personnelles
- Meilleur plaqueur du Championnat d'Europe en 2024 (63 plaquages).